# Северин Іван Кирилович
Северин Іван Кирилович (27 серпня 1922 Хмелів тепер Сумської області — 28 грудня 1943) — радянський військовик, старший лейтенант, Герой Радянського Союзу (1943).

## Біографія
Народився 27 серпня 1922 року в містечку Хмелів Хмелівської волості Роменського повіту Полтавської губернії, тепер село Хмелів Роменського району Сумської області в селянській родині. Батьки — Кирило Іванович та Ганна Йосипівна Северини. В 1937 році закінчив Хмелівську семирічну школу. У 1938 році вступив до Макіївського гірничо-промислового училища в Донецькій області, після закінчення якого в 1939 році почав працювати електрослюсарем на шахті. На початку другої світової війни був курсантом військового училища. Влітку 1942 року у званні молодшого лейтенанта був призначений командиром взводу. Іван Северин воював на Воронезькому, І-му Українському фронтах. Через кілька місяці він отримав призначення командира І-ї стрілецької роти 309 Пирятинської стрілецької дивізії 40-ї армії.
У ніч на 22 вересня 1943 року на чолі групи бійців переправився через Дніпро в районі хутора Монастирьок (тепер Кагарлицький район Київської області). У бою за плацдарм брав участь у рукопашній сутичці та відбитті кількох контратак противника, завдавши йому значних втрат.
Загинув 28 грудня 1943 року.

## Бойовий подвиг
Виконуючи завдання командування по розвідці правого берега річки Дніпро, І. К. Северин в ніч з 22 на 23 вересня 1943 року з групою бійців свого підрозділу під ураганним вогнем противника першим переправився на правий берег Дніпра і відразу вступив у бій з німецькими загарбниками. Іван Кирилович першим кинувся у траншеї противника і гранатами та вогнем зі свого автомата знищив 26 солдатів і двох офіцерів. У результаті умілого керівництва ворог був відбитий. На ранок фашисти контратакували чисельно переважаючими силами, але були відбиті з великими втратами. Відбиваючи контратаки, Іван Северин особисто знищив у рукопашному бою 12 солдатів. Після відбиття ворога повів своїх підлеглих у наступ з розширення плацдарму на правому березі Дніпра.

## Нагороди і почесні звання
Указом Президії Верховної Ради СРСР від 23 жовтня   1943 року за мужність і відвагу, виявлені при форсуванні Дніпра старшому лейтенанту, командиру роти 955 стрілецького полку Пирятинської дивізії Северину Івану Кириловичу присвоєне звання Героя Радянського Союзу з врученням ордена Леніна (№ 5058).
Нагороджений медаллю «За відвагу».

## Пам'ять
В селі Хмелів, де народився І. К. Северин, його іменем названа вулиця, на якій жив Герой та встановлено пам'ятний знак.